# Pedro Zêzere Neves Carneiro
Pedro Zêzere Neves Carneiro (sinh ngày 25 tháng 11 năm 1997) là một cầu thủ bóng đá người Bồ Đào Nha thi đấu cho C.D. Cova da Piedade, ở vị trí tiền vệ.

## Sự nghiệp bóng đá
Vào ngày 23 tháng 7 năm 2017, Carneiro có màn ra mắt cho Cova da Piedade trong trận đấu tại Cúp Liên đoàn bóng đá Bồ Đào Nha 2017–18 tđ trước Nacional.